# 黃惟清
黃惟清，又名黄维清，字源洁。福建晉江縣人。明朝政治人物。

## 生平
洪武十七年（1384年），福建鄉試第一名舉人；洪武十八年（1385年）联捷乙丑科進士。先任京官，擔任九江府知府，卒於任內。

## 參看
- 明朝解元列表